# Ковыльное (Красногвардейский район)
Ковы́льное (до 1948 года Ишу́нь Неме́цкий; укр. Ковильне, крымскотат. Nemse İşün, Немсе Ишюн) — исчезнувшее село в Красногвардейском районе Республики Крым, располагавшееся в западной района, в степной части Крыма, примерно в 1,5 км на юго-запад от села Тимашовка и в 2,5 км на северо запад от Карповки.

## История
Село Ишунь Немецкий основано в 1880 году немецкими колонистами меннонитами . По «Памятной книге Таврической губернии 1889 года», по результатам Х ревизии 1887 года, в деревне Шенталь Григорьевской волости Перекопского уезда числилось 8 дворов и 45 жителей.
После земской реформы 1890 года деревню отнесли к Александровской волости. Согласно «…Памятной книжке Таврической губернии на 1892 год», в деревне Ишунь Немецкий, входившем в Ишунь-Немецкое сельское общество, было 37 жителей в 7 домохозяйствах. По «…Памятной книжке Таврической губернии на 1900 год» в деревне числилось 51 житель в 7 дворах. По Статистическому справочнику Таврической губернии. Ч.II-я. Статистический очерк, выпуск пятый Перекопский уезд, 1915 год, в деревне Ишунь-Немецкий (Шапталай) Александровской волости Перекопского уезда числилось 5 дворов (4 двора с землёй, 1 — безземельный) с немецким населением в количестве 63 человек приписных жителей и 63 — «посторонних», из которых 67 мужчин и 59 женщин. Жители владели 530 десятинами удобной земли. В хозяйствах имелось 97 лошадей, 38 волов, 43 коровы и 40 голов мелкого скота.
После установления в Крыму Советской власти и учреждения 18 октября 1921 года Крымской АССР, в составе Джанкойского уезда был образован Курманский район, в состав которого включили село. В 1922 году уезды получили название округов. 11 октября 1923 года, согласно постановлению ВЦИК, в административное деление Крымской АССР были внесены изменения, в результате которых был ликвидирован Курманский район и село включили в состав Джанкойского. Согласно Списку населённых пунктов Крымской АССР по Всесоюзной переписи 17 декабря 1926 года, в селе Ишунь немецкий, центре упразднённого к 1940 году Ишунь-немецккого сельсовета Джанкойского района, числилось 27 дворов, все крестьянские, население составляло 138 человек, из них 136 немцев, 1 украинец и 1 русский. Постановлением Президиума КрымЦИКа «Об образовании новой административной территориальной сети Крымской АССР» от 26 января 1935 года был создан немецкий национальный (лишённый статуса национального постановлением Оргбюро ЦК КПСС от 20 февраля 1939 года) Тельманский район (с 14 декабря 1944 года — Красногвардейский) и село включили в его состав. Вскоре после начала Великой Отечественной войны, 18 августа 1941 года крымские немцы были выселены, сначала в Ставропольский край, а затем в Сибирь и северный Казахстан.
После освобождения Крыма от фашистов, 12 августа 1944 года было принято постановление № ГОКО-6372с «О переселении колхозников в районы Крыма» по которому в район из областей Украины и России переселялись семьи колхозников, а в начале 1950-х годов последовала вторая волна переселенцев из различных областей Украины. С 25 июня 1946 года Ишунь немецкий в составе Крымской области РСФСР. Указом Президиума Верховного Совета РСФСР от 18 мая 1948 года, Ишунь немецкий переименовали в Ковыльное. 26 апреля 1954 года Крымская область была передана из состава РСФСР в состав УССР. Время включения в Александровский сельсовет пока не установлено: на 15 июня 1960 года село уже числилось в его составе. Ликвидировано к 1968 году (согласно справочнику «Крымская область. Административно-территориальное деление на 1 января 1968 года» — в период с 1954 по 1968 год).

### Динамика численности населения
| - 1889 год — 45 чел. - 1892 год — 37 чел. - 1900 год — 51 чел. - 1915 год — 63/63 чел. | - 1919 год — 129 чел. - 1926 год — 138 чел. - 1936 год — 138 чел. |